# Модель эмоциональной регуляции Дж. Гросса
Модель эмоциональной регуляции Дж. Гросса — это процессуальная модель эмоциональной регуляции, отображающая спектр стратегий регуляции эмоций на временном континууме.
Эмоциональная регуляция рассматривается на двух этапах:
1. стратегии, сфокусированные на этапах, предшествующих зарождению эмоции (antecedent-focused) – до генерирования эмоционального импульса.
2. стратегии, сфокусированные на формировании ответной реакции (response-focused) – после генерирования эмоционального импульса.

Для первого этапа в модели представлено 4 класса стратегий эмоциональной регуляции:
1. выбор ситуации (situation selection);
2. модификация ситуации (situation modification);
3. распределение внимания (attentional deployment);
4. когнитивное изменение (cognitive change).

На втором этапе представлен 1 класс стратегий: модуляция ответа (response modulation).

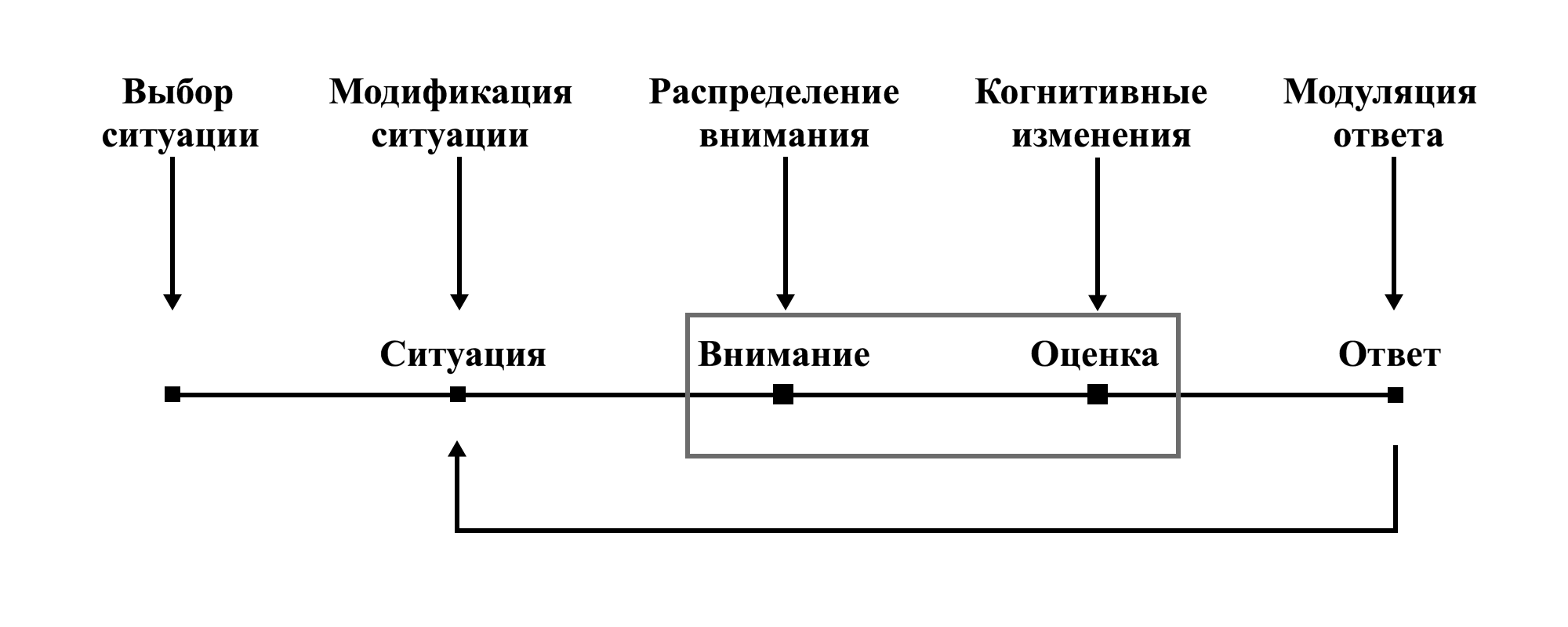
Модель эмоциональной регуляции Дж.Гросса

## Выбор ситуации[1][3]
Стратегия направлена на выбор ситуации, в которой только еще предстоит принять участие в будущем. Выбранная стратегия может быть направленной как на себя, так и на кого-то другого. Так, родители выбирают ситуации, в которых стоит или не стоит участвовать их детям. Стратегии выбора ситуации используются для того, чтобы изменить те или иные эмоции, которые индивид предполагает испытать в выбранной ситуации. К примеру, посещение цирка сулит радость во время просмотра представления.

## Модификация ситуации[1]
Модификация ситуации означает такое изменение ситуации, которое может изменить текущую ситуацию в сторону более желательной, следовательно, ведущей к нужным эмоциям. Стратегии этого класса служат промежуточным этапом превращения старой ситуации в новую.

## Распределение внимания[1]
Распределение внимания осуществляется с помощью трех операций:
1. отрыв внимания от объекта,
2. смещение внимания,
3. обращение внимания на новый объект.

Использование распределения внимания целесообразно в том случае, когда нельзя модифицировать или поменять ситуацию. Две главных стратегии этого класса стратегий – это отвлечение и концентрация. Отвлечение – перенос внимания с одного аспекта ситуации на другой (индивид "отфильтровывает" сложные для когнитивной обработки эмоциональные содержания). Концентрация – высокая фокусировка внимания на собственных негативных эмоциях.  Распределение внимания ведет к повышению контроля над развитием эмоции.

## Когнитивное изменение[1][3]
Когнитивное изменение – это переоценка сложившейся ситуации при условии, что эмоция, вызванная самой ситуацией, уже осознана индивидом. Сюда входит изменение мыслей, вызванных ситуацией, и изменение оценки способности совладания с данной ситуацией, включение ее в более широкий контекст, что в адаптивном случае ведет к увеличению или уменьшению интенсивности текущей эмоции или ее замене на другую эмоцию.

## Модуляция ответа[1]
Стратегии данного класса принимают участие в регуляции эмоции, когда направление реагирования уже выявлено и затрагивает физиологический, внешний и поведенческий ответ. Сюда относится эмоционально-экспрессивное поведение и супрессия (подавление экспрессии эмоций).  Стратегии этого типа используются как для того, чтобы скрыть эмоции, так и для того, чтобы их отреагировать, либо для того, чтобы оказать на кого-то влияние своей внешнеповеденческой реакцией.